# Túlvezérlési tartomány
Az analóg és digitális hangtechnikában a túlvezérlési tartomány az az érték, amellyel a hang meghaladhatja a maximális szintet (PML). A túlvezérlési tartomány az a biztonsági zóna, amely lehetővé teszi, hogy az átmeneti (ún. tranziens) tüskék ne érjék el a torzítási küszöböt (szaturációs pontot). Az egyes szabványok más-más PML szintet ajánlanak.

## Digitális hang
A digitális hangtechnikában az a tartomány, amely eléri a torzítási küszöböt. Az Európai Műsorsugárzók Uniója (EBU) a torzítási küszöbszint alatt 9 dB-lel határozta meg a tartomány alját, így a túlvezérlési tartomány 9 dB (-9 dBFS). Egy alternatív EBU ajánlás 24 dB-es tartományt ajánl a 24 bites masztering-nek, ami bőven elég egy élő mikrofonos hangrögzítés számára.

## Analóg hang
Az analóg hangtechnikában a torzítási pont általában a 0 dBFS felett van, így a torzítási tartomány eltolódik. Az alacsony szintű jelek így jobban erősíthetők, miközben a hangos jelek még nem torzulnak.

## Hangolási szint
A hangolási szint egy bázispont, ami a maximális szint alatt állapítottak meg 9 dB-lel. Ez a referenciaszint jelen van a műsorszóró rendszerekben, ami más-más feszültségszintre utal az analóg lánc különböző pontjain. A tipikus nominálási (nem hangolási) szint a 0 dB, amely 1,23 volt RMS (+4 dBu vagy 3,47 volt csúcstól csúcsig). A digitális világban ez a hangolási, igazítási szint -18 dBFS-nek felel meg.
- AL = analog level. analóg szint
- SPL = sound pressure level. hangnyomásszint

## Külső hivatkozások
- EBU Recommendation R68-2000
- AES Preprint 4828 - Levels in Digital Audio Broadcasting by Neil Gilchrist (not free)
- EBU Recommendation R117-2006 loudness war
- AES Convention Paper 5538 On Levelling and Loudness Problems at Broadcast Studios
- EBU Tech 3282-E on EBU RDAT Tape Levels Archiválva 2009. szeptember 9-i dátummal a Wayback Machine-ben
- AES17-1998 (r2004): AES standard method for digital audio engineering -- Measurement of digital audio equipment